# Campionati tedeschi di sci alpino 2016
I Campionati tedeschi di sci alpino 2016 si sono svolti a Garmisch-Partenkirchen e Todtnau dal 20 marzo al 3 aprile. Il programma ha incluso gare di discesa libera, supergigante, slalom gigante, slalom speciale e combinata, tutte sia maschili sia femminili.
Trattandosi di competizioni valide anche ai fini del punteggio FIS, vi hanno partecipato anche sciatori di altre federazioni, senza che questo consentisse loro di concorrere al titolo nazionale tedesco. 

## Risultati

### Uomini

#### Discesa libera
| Pos. | Atleta            | Nazione  | Tempo   |
| ---- | ----------------- | -------- | ------- |
| 1    | Klaus Brandner    | Germania | 1:02,24 |
| 2    | Andreas Sander    | Germania | 1:02,25 |
| 3    | Christof Brandner | Germania | 1:02,58 |
| 4    | Andrej Šporn      | Slovenia | 1:02,67 |
| 5    | Martin Čater      | Slovenia | 1:02,71 |
| 6    | Klemen Kosi       | Slovenia | 1:02,80 |
| 7    | Johannes Kröll    | Austria  | 1:02,83 |
| 8    | Sven Hermann      | Svizzera | 1:02,88 |
| 9    | Matteo De Vettori | Italia   | 1:02,99 |
| 10   | Fernando Schmed   | Svizzera | 1:03,04 |

Data: 21 marzo

Località: Garmisch-Partenkirchen

Ore: 

Pista: 

Partenza: 1 690 m s.l.m.

Arrivo: 1 188 m s.l.m.

Dislivello: 502 m

Tracciatore: Stephan Kurz

#### Supergigante
| Pos. | Atleta               | Nazione  | Tempo   |
| ---- | -------------------- | -------- | ------- |
| 1    | Klaus Brandner       | Germania | 1:08,87 |
| 2    | Otmar Striedinger    | Austria  | 1:08,97 |
| 3    | Marc Gisin           | Svizzera | 1:08,99 |
| 4    | Martin Čater         | Slovenia | 1:09,22 |
| 5    | Sebastian Arzt       | Austria  | 1:09,05 |
| 6    | Johannes Kröll       | Austria  | 1:09,06 |
| 7    | Andreas Sander       | Germania | 1:09,11 |
| 8    | Christoph Krenn      | Austria  | 1:09,20 |
| 9    | Niklas Köck          | Austria  | 1:09,27 |
| 10   | Christopher Neumayer | Austria  | 1:09,34 |
|      |                      |          |         |
| 16   | Dominik Schwaiger    | Germania | 1:10,22 |

Data: 23 marzo

Località: Garmisch-Partenkirchen

Ore: 

Pista: 

Partenza: 1 690 m s.l.m.

Arrivo: 1 188 m s.l.m.

Dislivello: 502 m

Tracciatore: Stephan Kurz

#### Slalom gigante
| Pos. | Atleta           | Nazione  | Tempo   |
| ---- | ---------------- | -------- | ------- |
| 1    | Fabio Gstrein    | Austria  | 1:39,35 |
| 2    | Daniel Meier     | Austria  | 1:39,44 |
| 3    | Fritz Dopfer     | Germania | 1:40,55 |
| 4    | Daniele Sorio    | Italia   | 1:40,61 |
| 5    | Johannes Strolz  | Austria  | 1:40,66 |
| 6    | Dominik Raschner | Austria  | 1:40,88 |
| 7    | Žan Grošelj      | Slovenia | 1:40,97 |
| 8    | Manuel Pleisch   | Svizzera | 1:41,04 |
| 9    | Alex Zingerle    | Italia   | 1:41,09 |
| 10   | Linus Straßer    | Germania | 1:41,13 |
|      |                  |          |         |
| 12   | David Ketterer   | Germania | 1:41,39 |

Data: 3 aprile

Località: Todtnau

1ª manche:

Ore: 9.00 (UTC+1)

Pista: 

Partenza: 1 345 m s.l.m.

Arrivo: 1 055 m s.l.m.

Dislivello: 290 m

Tracciatore: Andreas Omminger

2ª manche:

Ore: 11.30 (UTC+1)

Pista: 

Partenza: 1 345 m s.l.m.

Arrivo: 1 055 m s.l.m.

Dislivello: 290 m

Tracciatore: Daniel Fischer

#### Slalom speciale
| Pos. | Atleta             | Nazione  | Tempo   |
| ---- | ------------------ | -------- | ------- |
| 1    | Johannes Strolz    | Austria  | 1:20,42 |
| 2    | Fritz Dopfer       | Germania | 1:20,48 |
| 3    | Dominik Stehle     | Germania | 1:20,73 |
| 4    | Matthias Brügger   | Svizzera | 1:20,79 |
| 5    | Matej Vidović      | Croazia  | 1:21,05 |
| 6    | Paul Sauter        | Germania | 1:21,07 |
| 7    | Dominik Raschner   | Austria  | 1:21,07 |
| 8    | David Ketterer     | Germania | 1:21,26 |
| 9    | Reto Schmidiger    | Svizzera | 1:21,42 |
| 10   | Sebastian Holzmann | Germania | 1:21,68 |

Data: 2 aprile

Località: Todtnau

1ª manche:

Ore: 10.00 (UTC+1)

Pista: 

Partenza: 1 340 m s.l.m.

Arrivo: 1 190 m s.l.m.

Dislivello: 150 m

Tracciatore: Markus Eberle

2ª manche:

Ore: 12.30 (UTC+1)

Pista: 

Partenza: 1 340 m s.l.m.

Arrivo: 1 190 m s.l.m.

Dislivello: 150 m

Tracciatore: Hannes Wallner

#### Combinata
| Pos. | Atleta              | Nazione  | Tempo   |
| ---- | ------------------- | -------- | ------- |
| 1    | Klemen Kosi         | Slovenia | 1:40,81 |
| 2    | Andreas Sander      | Germania | 1:40,88 |
| 3    | Martin Čater        | Slovenia | 1:41,14 |
| 4    | Dominik Schwaiger   | Germania | 1:41,25 |
| 5    | Christof Brandner   | Germania | 1:41,30 |
| 6    | Matteo De Vettori   | Italia   | 1:41,32 |
| 7    | Niklas Köck         | Austria  | 1:41,65 |
| 8    | Anton Tremmel       | Germania | 1:41,78 |
| 9    | Michael Offenhauser | Austria  | 1:41,79 |
| 10   | Alexander Köll      | Svezia   | 1:42,20 |

Data: 22 marzo

Località: Garmisch-Partenkirchen

1ª manche:

Ore: 

Pista: 

Partenza: 1 690 m s.l.m.

Arrivo: 1 188 m s.l.m.

Dislivello: 502 m

Tracciatore: Stephan Kurz

2ª manche:

Ore: 

Pista: 

Partenza: 

Arrivo: 

Dislivello: 

Tracciatore: Christian Schwaiger

### Donne

#### Discesa libera
| Pos. | Atleta                     | Nazione   | Tempo   |
| ---- | -------------------------- | --------- | ------- |
| 1    | Kira Weidle                | Germania  | 1:05,63 |
| 2    | Maruša Ferk                | Slovenia  | 1:05,89 |
| 3    | Meike Pfister              | Germania  | 1:05,90 |
| 4    | Ana Bucik                  | Slovenia  | 1:05,94 |
| 5    | Priska Nufer               | Svizzera  | 1:05,99 |
| 6    | Klára Křížová              | Rep. Ceca | 1:06,06 |
| 7    | Patrizia Dorsch            | Germania  | 1:06,15 |
| 8    | Katrin Hirtl-Stanggaßinger | Germania  | 1:06,24 |
| 9    | Mirena Küng                | Svizzera  | 1:06,27 |
| 10   | Isabelle Lang              | Germania  | 1:06,71 |

Data: 21 marzo

Località: Garmisch-Partenkirchen

Ore: 

Pista: 

Partenza: 1 690 m s.l.m.

Arrivo: 1 188 m s.l.m.

Dislivello: 502 m

Tracciatore: Andreas Fürbeck

#### Supergigante
| Pos. | Atleta                     | Nazione  | Tempo   |
| ---- | -------------------------- | -------- | ------- |
| 1    | Ramona Siebenhofer         | Austria  | 1:10,90 |
| 2    | Verena Stuffer             | Italia   | 1:11,27 |
| 3    | Mirjam Puchner             | Austria  | 1:11,28 |
| 4    | Ricarda Haaser             | Austria  | 1:11,37 |
| 5    | Rosina Schneeberger        | Austria  | 1:11,66 |
| 6    | Priska Nufer               | Svizzera | 1:11,86 |
| 7    | Maruša Ferk                | Slovenia | 1:12,05 |
| 8    | Joana Hählen               | Svizzera | 1:12,11 |
| 9    | Sabrina Maier              | Austria  | 1:12,26 |
| 10   | Edit Miklós                | Ungheria | 1:12,33 |
|      |                            |          |         |
| 14   | Susanne Weinbuchner        | Germania | 1:12,63 |
| 15   | Meike Pfister              | Germania | 1:12,70 |
|      |                            |          |         |
| 18   | Katrin Hirtl-Stanggaßinger | Germania | 1:12,93 |

Data: 23 marzo

Località: Garmisch-Partenkirchen

Ore: 

Pista: 

Partenza: 1 690 m s.l.m.

Arrivo: 1 188 m s.l.m.

Dislivello: 502 m

Tracciatore: Stephan Kurz

#### Slalom gigante
| Pos. | Atleta                     | Nazione  | Tempo   |
| ---- | -------------------------- | -------- | ------- |
| 1    | Katrin Hirtl-Stanggaßinger | Germania | 1:45,36 |
| 2    | Meike Pfister              | Germania | 1:45,41 |
| 2    | Susanne Weinbuchner        | Germania | 1:45,41 |
| 4    | Simona Hösl                | Germania | 1:45,60 |
| 5    | Ronja Mayer                | Germania | 1:45,61 |
| 6    | Lena Dürr                  | Germania | 1:45,63 |
| 7    | Leona Popović              | Croazia  | 1:45,72 |
| 8    | Patrizia Dorsch            | Germania | 1:46,03 |
| 9    | Kira Weidle                | Germania | 1:46,18 |
| 10   | Martina Ostler             | Germania | 1:46,52 |

Data: 1º aprile

Località: Todtnau

1ª manche:

Ore: 9.00 (UTC+1)

Pista: 

Partenza: 1 345 m s.l.m.

Arrivo: 1 040 m s.l.m.

Dislivello: 305 m

Tracciatore: Robert Krumbacher

2ª manche:

Ore: 11.00 (UTC+1)

Pista: 

Partenza: 1 345 m s.l.m.

Arrivo: 1 040 m s.l.m.

Dislivello: 305 m

Tracciatore: Sonja Kremer

#### Slalom speciale
| Pos. | Atleta              | Nazione  | Tempo   |
| ---- | ------------------- | -------- | ------- |
| 1    | Lena Dürr           | Germania | 1:28,18 |
| 2    | Susanne Weinbuchner | Germania | 1:28,80 |
| 3    | Tanja Schwitter     | Svizzera | 1:29,77 |
| 4    | Martina Ostler      | Germania | 1:30,08 |
| 5    | Michelle Basler     | Svizzera | 1:30,22 |
| 6    | Julia Pronnet       | Germania | 1:30,52 |
| 7    | Andrea Filser       | Germania | 1:30,62 |
| 8    | Katharina Ostler    | Germania | 1:31,70 |
| 9    | Christiane Winkler  | Germania | 1:32,16 |
| 10   | Melissa Schobert    | Germania | 1:34,16 |

Data: 2 aprile

Località: Todtnau

1ª manche:

Ore: 9.00 (UTC+1)

Pista: 

Partenza: 1 340 m s.l.m.

Arrivo: 1 190 m s.l.m.

Dislivello: 150 m

Tracciatore: Josef Steckermeier

2ª manche:

Ore: 11.30 (UTC+1)

Pista: 

Partenza: 1 340 m s.l.m.

Arrivo: 1 190 m s.l.m.

Dislivello: 150 m

Tracciatore: Tobias Lux

#### Combinata
| Pos. | Atleta                     | Nazione   | Tempo   |
| ---- | -------------------------- | --------- | ------- |
| 1    | Ana Bucik                  | Slovenia  | 1:44,92 |
| 2    | Patrizia Dorsch            | Germania  | 1:45,84 |
| 3    | Kira Weidle                | Germania  | 1:45,87 |
| 4    | Katrin Hirtl-Stanggaßinger | Germania  | 1:45,97 |
| 5    | Klára Křížová              | Rep. Ceca | 1:46,52 |
| 6    | Isabelle Lang              | Germania  | 1:46,70 |
| 7    | Simona Hösl                | Germania  | 1:46,93 |
| 8    | Priska Nufer               | Svizzera  | 1:46,95 |
| 9    | Andrea Filser              | Germania  | 1:48,07 |
| 10   | Katharina Ostler           | Germania  | 1:48,71 |

Data: 22 marzo

Località: Garmisch-Partenkirchen

1ª manche:

Ore: 

Pista: 

Partenza: 1 690 m s.l.m.

Arrivo: 1 188 m s.l.m.

Dislivello: 502 m

Tracciatore: Andreas Fürbeck

2ª manche:

Ore: 

Pista: 

Partenza: 

Arrivo: 

Dislivello: 

Tracciatore: Robert Krumbacher